# Longnor (Shropshire)
Longnor – wieś w Anglii, w hrabstwie Shropshire. Leży 12 km na południe od miasta Shrewsbury i 218 km na północny zachód od Londynu.